# Cephaloceraton histrix
Cephaloceraton histrix là một loài dương xỉ trong họ Isoetaceae. Loài này được Bory & Durieu Gennari mô tả khoa học đầu tiên năm 1862.